# 波焦米尔泰托
波焦米尔泰托（義大利語：Poggio Mirteto），是意大利列蒂省的一个市镇。总面积26.45平方公里，人口6056人，人口密度229.0人/平方公里（2009年）。ISTAT代码为057053。